# Glan (Nahe)
Le Glan est une rivière d'environ 68 km du Sud-Ouest de l'Allemagne qui prend sa source dans le land de la Sarre, au nord-ouest de Hombourg. Elle coule généralement vers le nord à travers la Rhénanie-Palatinat jusqu'à la Nahe à Odernheim am Glan, près de Bad Sobernheim. La rivière traverse également les villes d'Altenglan, Glan-Münchweiler, Lauterecken et Meisenheim.

## Étymologie
Des racines celtes du nom supposent qu'il s'agit de glann (étincelant) ou de glen (vallée en forme de U).